# Pee Wee
Irvin Salinas (n. 8 decembrie 1988 în Othello, Washington), cunoscut și ca Pee Wee, este un cântăreț și actor american de origine mexicană. Este fostul cântăreț al grupului Kumbia Kings și solistul Kumbia All Starz, ambele create de A.B. Quintanilla III. La începutul anului 2008, a părăsit Kumbia All Starz pentru a deveni artist solo. Albumul său de debut Yo Soy a fost lansat pe 11 august 2009.

## Copilărie
Irvan Salinas, cunoscut și ca Pee Wee, s-a născut pe 8 decembrie 1988 în Othello, Washington. Este cel mai mic dintre cei trei frați (sora sa mai mare se numește Elizabeth Salinas, iar fratele său mai mare Simon Salinas). Tatăl său, Horacio Salinas, a fost alcoolic și a urmat un tratament într-un centru de reabilitare pe când Irvin avea 13 ani. După ce părinții săi au divorțat, mama sa, María Martínez, s-a mutat în orășelul La Joya, Texas, situat la periferia orașului McAllen, Texas, unde Irvin a spălat mașini și a avut alte locuri de muncă ca să asigure familiei un venit suplimentar.

## Kumbia Kings (2003-2006)
Cariera lui a început în 2003 când intră în grupul Kumbia Kings, după ce membrii Frankie J si DJ Kane părăsesc trupa. În 2004 înregistrează primul cântec și primul videoclip cu formația Kumbia Kings, „Sabes A Chocolate” de pe albumul Los Remixes 2.0 lansat pe 6 aprilie 2004.

## Discografie
Albume de studio
- Yo Soy (2009)
- Déjate Querer (2010)
- Vive2Life (2013)
- El PeeWee (2017)